# Kunešov
Kunešov (in ungherese Kunosvágása, in tedesco Kuneschhau) è un comune della Slovacchia facente parte del distretto di Žiar nad Hronom, nella regione di Banská Bystrica.